# Zi Hong
Lin Zi-hong (en chino, 林子閎; pinyin, Lín Zi Hóng) (Condado de Changhua, República de China, 1 de octubre de 1993), también conocido bajo su nombre artístico de Sam Lin, es un cantante, rapero y actor taiwanés. Lin es principalmente conocido por haber sido miembro del grupo masculino SpeXial entre 2012 y 2020.

## Biografía
Lin Zi-hong nació el 1 de octubre de 1993 en el Condado de Changhua, República de China, como el segundos de dos hermanos. Asistió y se graduó de la Nan Chiang Industrial & Commercial Senior High School con una maestría en negocios. Debutó como cantante en 2012, tras ser reclutado por un cazatalentos en la calle junto a su amigo Ming Jie, y pasó a ser uno de los cuatro miembros fundadores del grupo SpeXial, junto a Wes, Wayne y Ming Jie. Más tarde ese mismo año, debutó como actor con un papel principal en el drama KO One Return. En los años siguientes continuó apareciendo en series y películas, mayormente con sus compañeros de banda. 
El 15 de mayo de 2015, Zi Hong se retiró temporalmente del grupo para cumplir con su servicio militar obligatorio. El 31 de mayo de 2015, SpeXial ganó dos Hito Music Awards en las categorías de "grupo hito" y "grupo más popular". Su servicio militar finalizó el 14 de mayo de 2016 y se reincorporó al grupo el 21 de mayo. Como actor, es conocido por sus roles en series como KO One Re-act, Moon River, K.O.3an Guo y más recientemente, Between y Five Missions.
El 7 de mayo de 2020, Sam anunció en su página oficial de Facebook que se uniría a TVBS Media Inc., confirmando su retiro oficial de Spexial.

## Filmografía

### Dramas
| Año  | Título                          | Papel               | Notas      |
| ---- | ------------------------------- | ------------------- | ---------- |
| 2012 | KO One Return                   | Zhong Wan-jun       | Principal  |
| 2013 | Fabulous Boys                   | Él mismo            | Invitado   |
| 2013 | KO One Re-act                   | Zhong Wan-jun       | Principal  |
| 2014 | Angel 'N' Devil                 | Xiang Ming          | Invitado   |
| 2015 | Moon River                      | Mu Liu-bing         | Principal  |
| 2017 | K.O.3an Guo                     | Guan Yu             | Principal  |
| 2018 | Ko One: Re-Call                 | Wan Shuang-long     | Invitado   |
| 2018 | Between                         | Qu Zi-jun           | Principal  |
| 2018 | Five Missions                   | Dou Ru              | Principal  |
| 2020 | I, Myself                       | Yang Da-he          | Principal  |
| 2021 | We Best Love: No.1 For You      | Gao Shi-de          | Principal  |
| 2021 | We Best Love: Fighting Mr. 2nd  | Gao Shi-de          | Principal  |
| 2021 | Rainless Love in a Godless Land | Zhang Yu Xun (Ep.5) | Invitado   |
| 2022 | Golden Dream on Green Island    | Yang Zhi Jie        | Principal  |
| 2023 | W Series: Love Yourself         | Li Long Yi          | Segundario |
| 2024 | Unknown The Series              | Lin Zuyuan          | Invitado   |

### Películas
| Año  | Título                | Papel        | Notas     |
| ---- | --------------------- | ------------ | --------- |
| 2015 | Jack's Grandfather    | Lin Zi Hong  | Principal |
| 2016 | Kill Me               | Si Tu Qian   | Principal |
| 2017 | A Tale of a Two-Timer | Mai Wei      | Principal |
| 2017 | Super Firm            | Shen Ye Xing | Principal |
| 2018 | Address Unknown       | Si Tu Qian   | Principal |

### TV Shows
| Año  | Título             | Papel    | Notas              |
| ---- | ------------------ | -------- | ------------------ |
| 2017 | NewShowBiz         | El mismo | MC Temporada 11-12 |
| 2018 | NewShowBiz         | El mismo | MC Temporada 11-12 |
| 2019 | NewShowBiz         | El mismo | MC Temporada 11-12 |
| 2021 | WBL Boys' Vacation | El mismo | Miembro regular    |